# Esglésies rupestres de Lalibela
Les esglésies rupestres de Lalibela són un conjunt d'onze esglésies monolítiques tallades a la roca basàltica rogenca dels turons de la ciutat monàstica de Lalibela, a Etiòpia. Són considerades l'indret històric cristià més important de l'Àfrica i foren declarades Patrimoni de la Humanitat per la UNESCO el 1978.

## Història
La tradició diu que van ser tallades cap a l'any 1200 dC, per ordre del rei Gebre Mesqel Lalibela que volia que els cristians ortodoxos etíops tinguessin a la seva pròpia terra Jerusalem, ja que les peregrinacions a la ciutat santa eren cada vegada més difícils per l'expansió de l'Islam. El lloc va ser dissenyat perquè tenia una topografia que era una representació simbòlica de Terra Santa, d'aquí el seu nom, el «Jerusalem Negre». No se'n coneix massa sobre el Rei Lalibela, tot i que un document contemporani suggereix que una església, Medhane Alem, va ser tallada a la roca durant el seu regnat. Pel que fa a la resta de l'indret, no hi ha proves convincents que confirmin que va ser realment construït al segle xiii.
No obstant això, investigacions sobre el mateix terreny, suggereixen que les obres van abastar probablement un període molt més llarg de temps. David Phillipson, professor d'arqueologia africana a la Universitat de Cambridge, va estudiar els estils arquitectònics dels monuments i les seves interrelacions estructurals. També va comparar aquests monuments amb altres d'Etiòpia. Segons ell, tres esglésies podrien ser mig mil·lenni més antigues. Es van construir com a part de fortificacions o palaus d'elit durant un període d'inestabilitat política, a la darreria de l'Imperi d'Axum, cap al segle vii. També conclou que almenys set de les esglésies van ser construïdes com a llocs de culte entre els segles x i xiii, el que ensenya una continuïtat entre la civilització Aksum, que va adoptar el cristianisme al segle iv, i la Etiòpia medieval.
Foren descrites per Francisco Álvares, capellà d'una missió portuguesa que va arribar a Etiòpia el setembre de 1520. A més de la seva crònica escrita, bastant detallada, també en va fer alguns dibuixos. Aquesta i d'altres proves posteriors van constatar l'erosió progressiva de la pedra i la degradació dels edificis. Durant la primera meitat del segle xx s'hi van començar les primeres restauracions fins al 1978 quan foren registrades per la Unesco per tal de mantenir el patrimoni cultural i els monuments.

## Descripció
El lloc va ser planificat perquè la topografia corresponia a una representació simbòlica de Terra Santa amb una creu monolítica que marca el punt d'inici del recorregut dels pelegrins. Les esglésies, el nom de les quals va precedit per la paraula Biet, Bete Bet o Beta —casa, és a dir, «església»— es troben disposades en tres gran grups tancats per una mena d'emmurallament, i separats per una canal d'aigua que representa el riu Jordà, però comunicades entre si per túnels i passadissos:
- Grup de sis esglésies situades al nord-oest: Beta Mikael (Casa de Sant Miquel), Beta Gologota (Casa del Gòlgota), Beta Mariam (Casa de Maria), Beta Medhani Alem (Casa del Salvador del Món), Beta Maskal (Casa de la Creu) i Beta Denagel (Casa de les Verges Màrtirs).
- Grup de quatre esglésies situades al sud-est, a uns 300 metres de l'anterior: Beta Gabriel Rafael (Casa de Gabriel i Rafael), Beta Qeddus Mercoreos (Casa de Sant Mercuri), Beta Amanuel (Casa d'Emmanuel) i Beta Abba Libanos (Casa de l'abat Libanos).
- Beta Georgis (Casa de Sant Jordi): la millor conservada, es troba al sud-oest del primer grup i a l'oest del segon, amb el qual està connectada mitjançant una xarxa de túnels tallats a la roca.

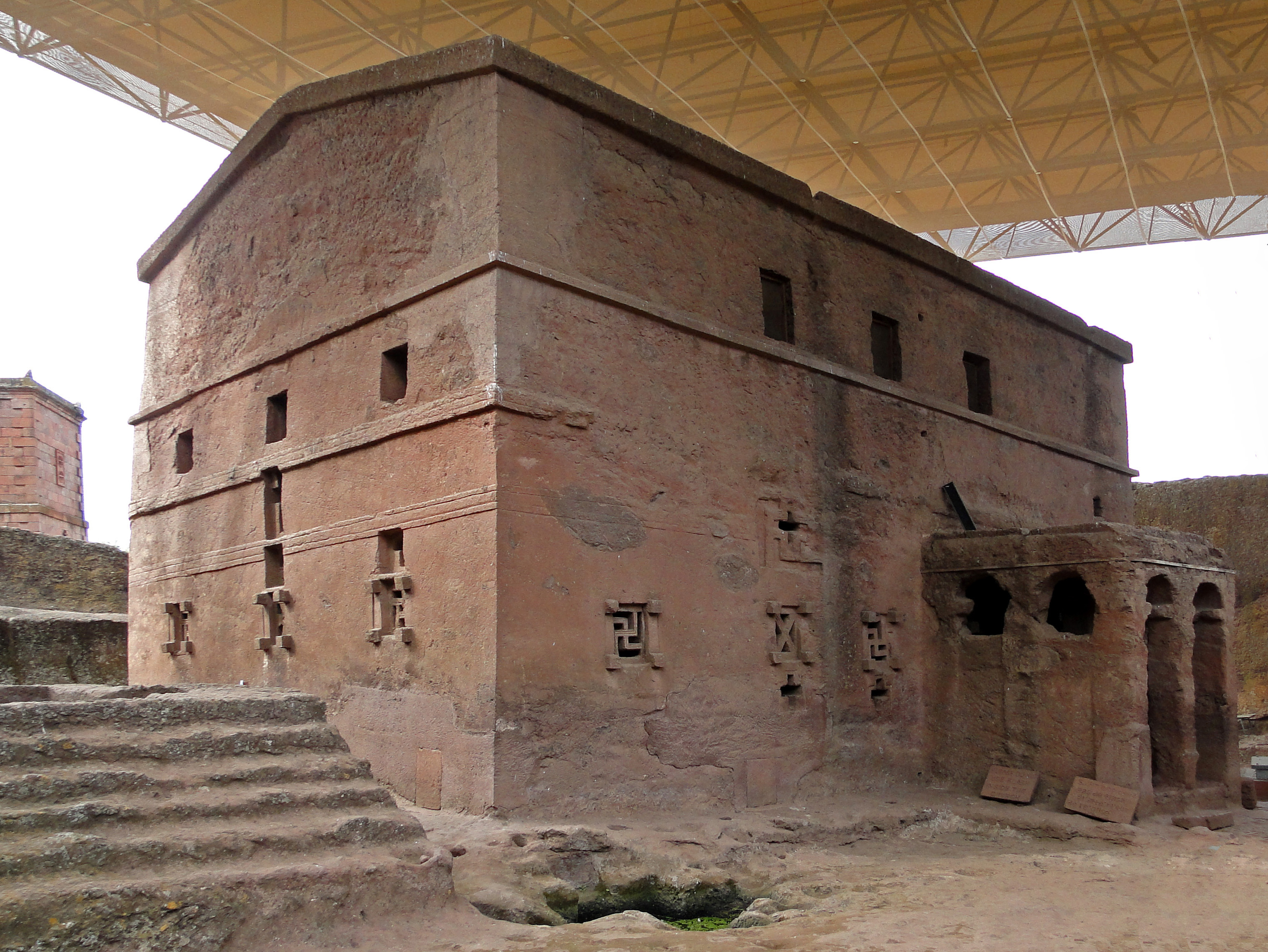
Beta Mariam
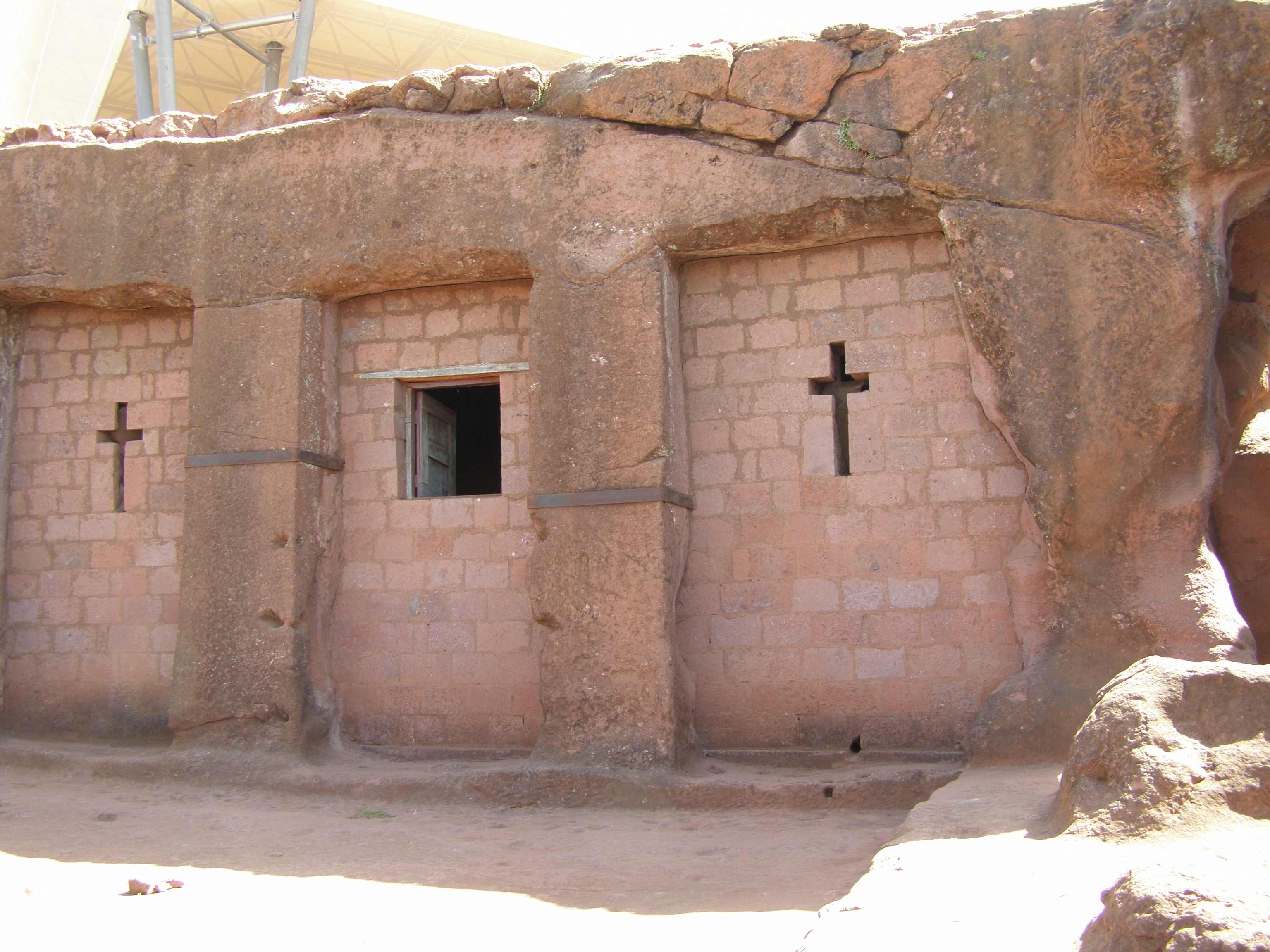
Beta Qeddus Mercoreus
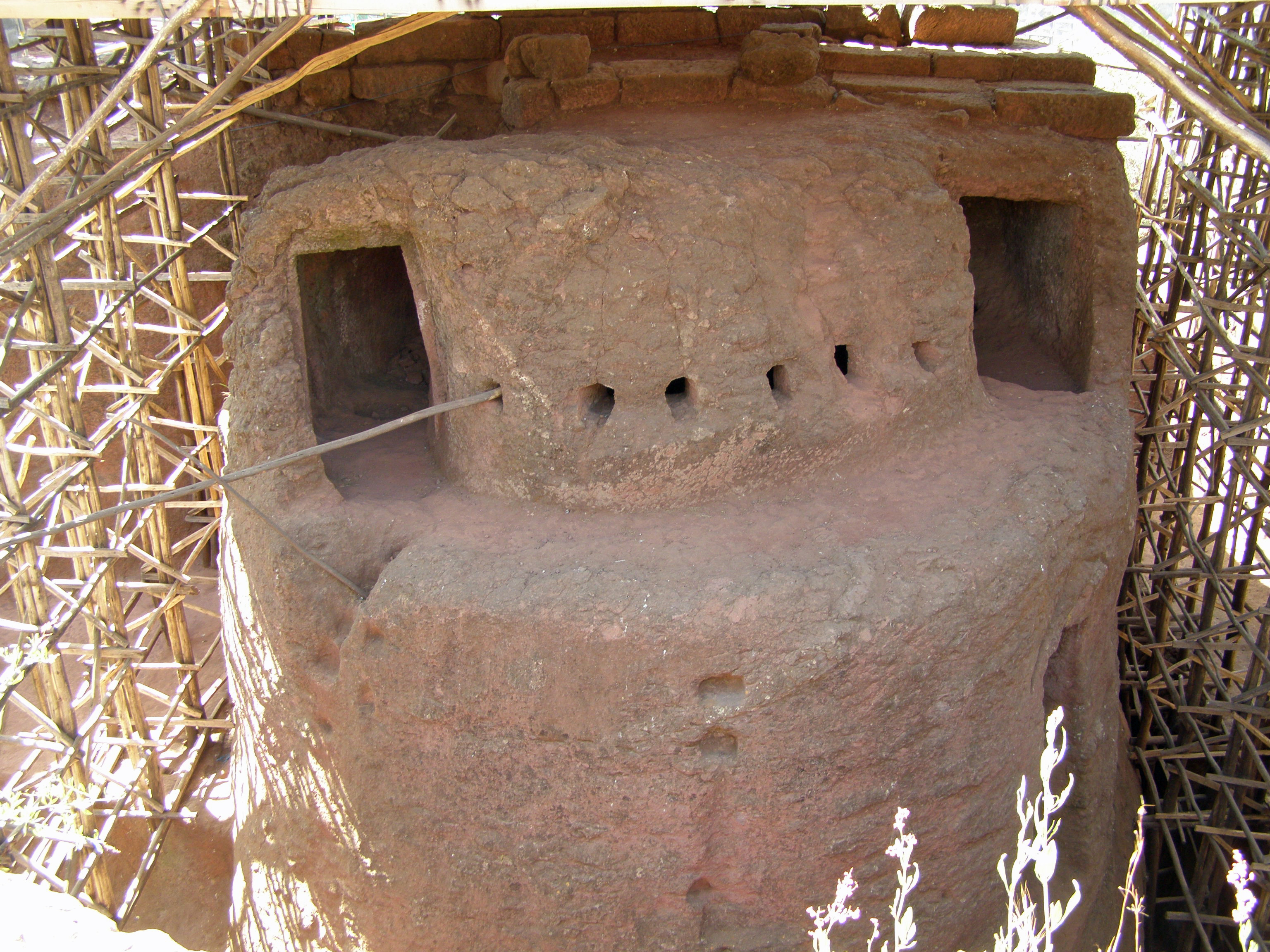
Beta Lehem
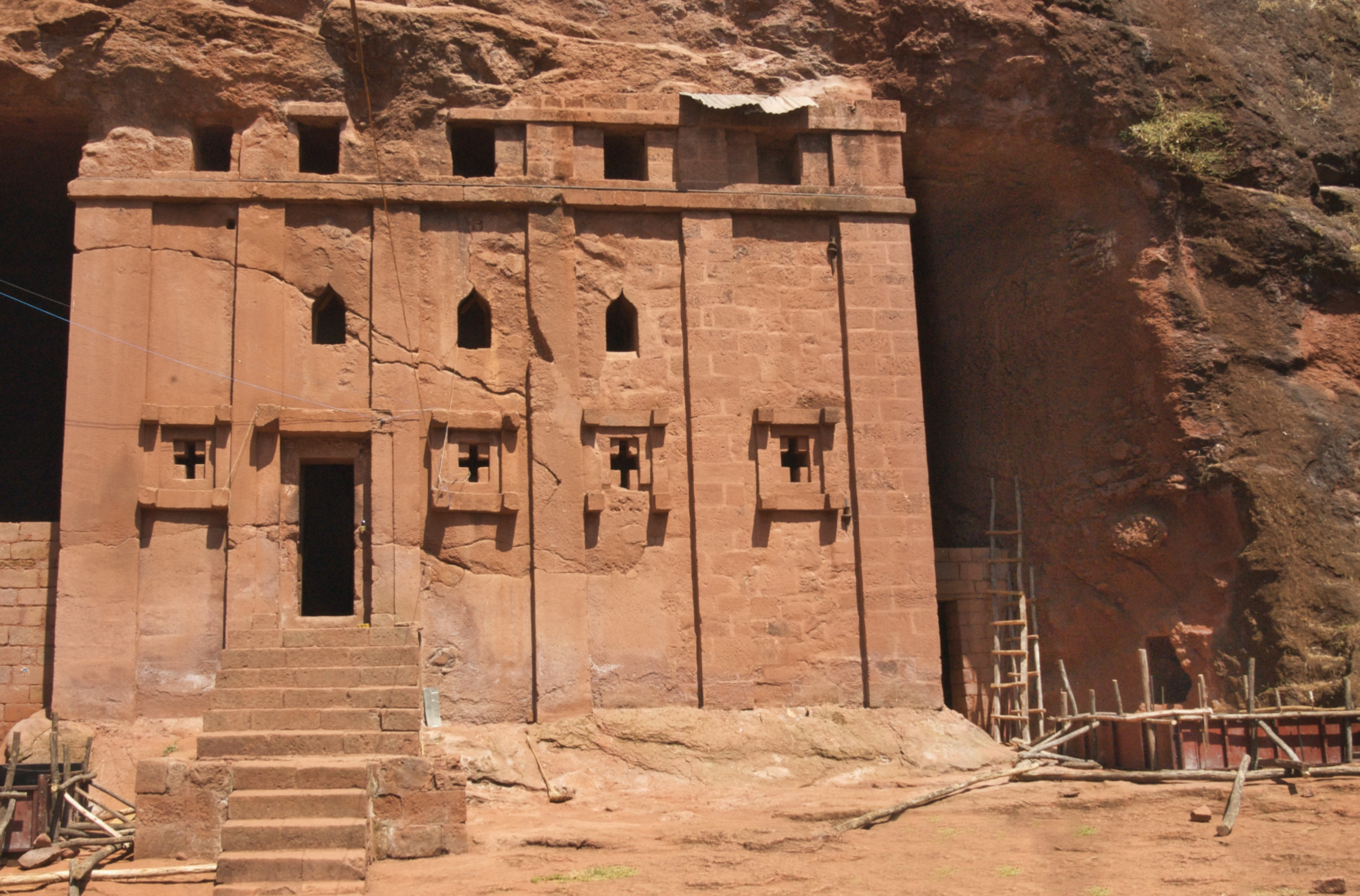
Beta Abba Libanos
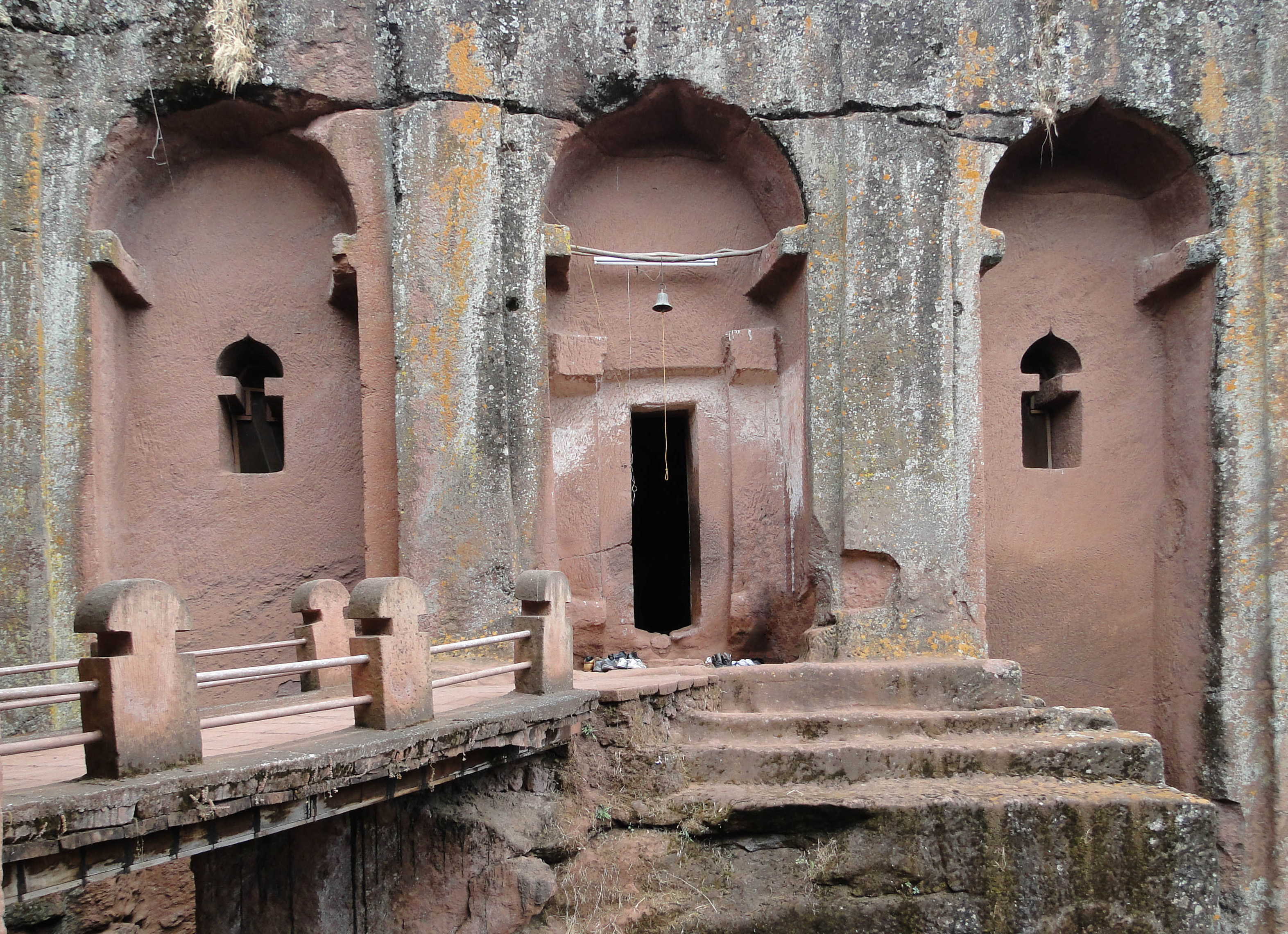
Beta Gabriel Raphael
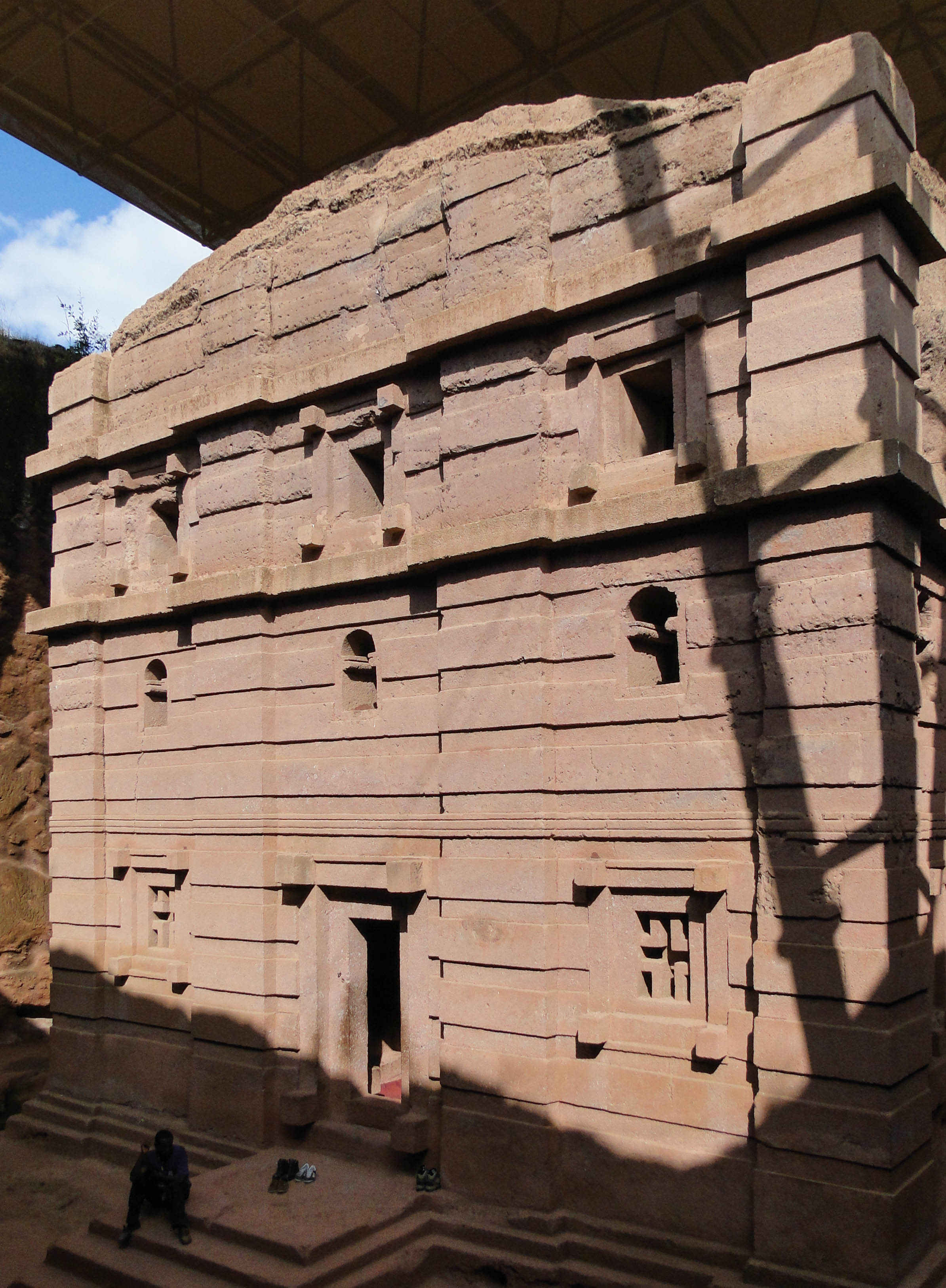
Beta Amanuel
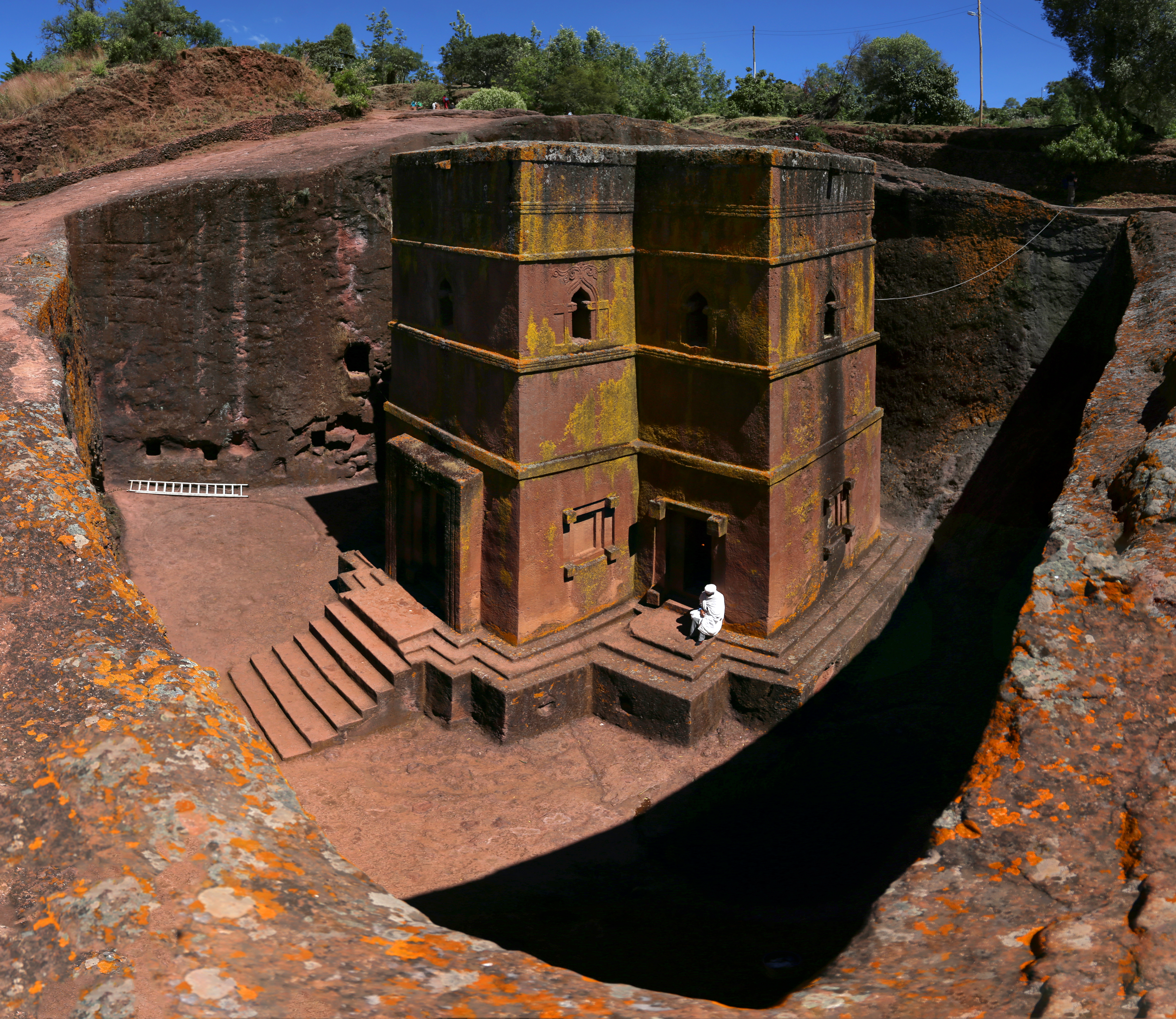
Beta Georgis
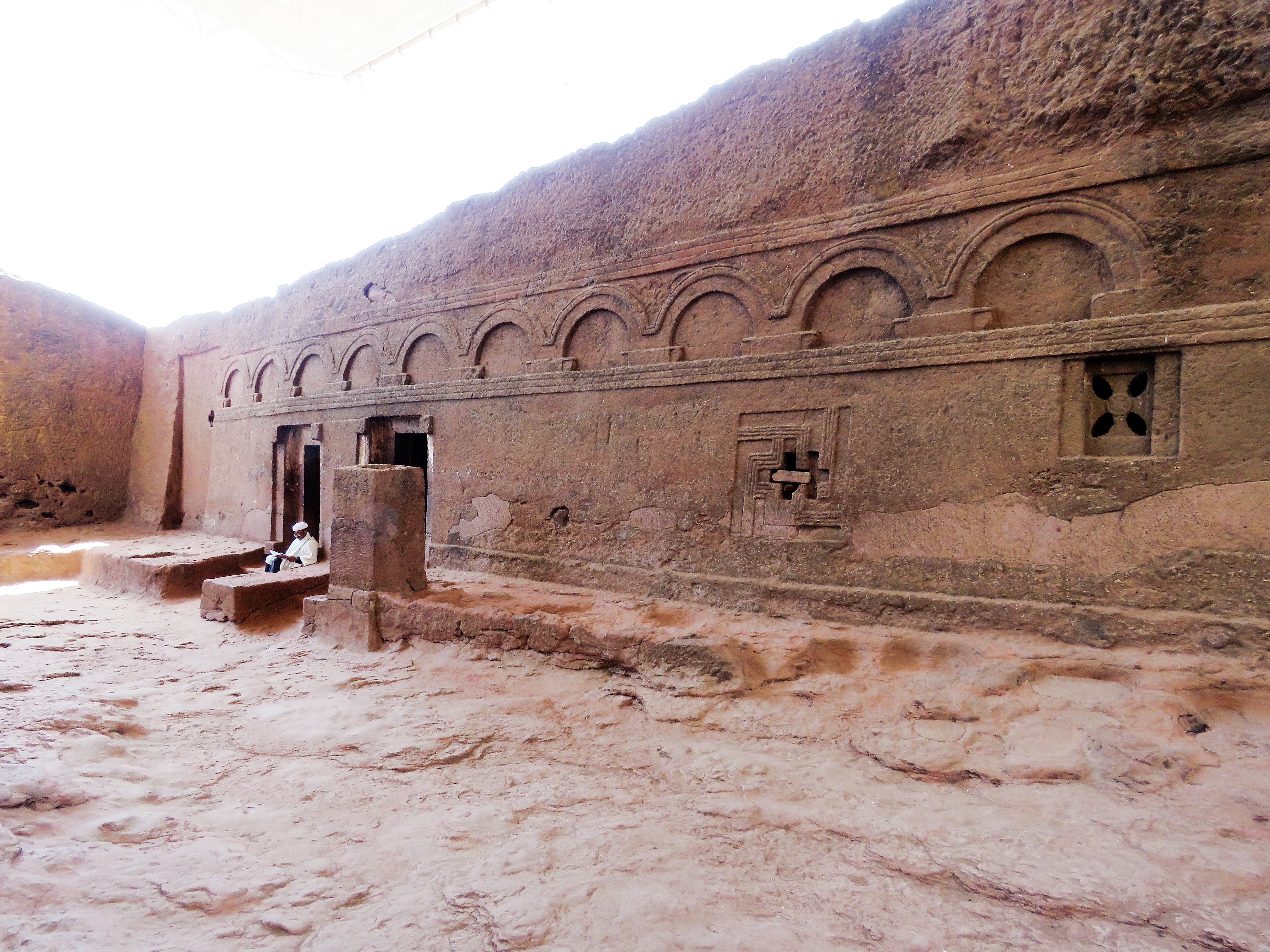
Beta Maskal
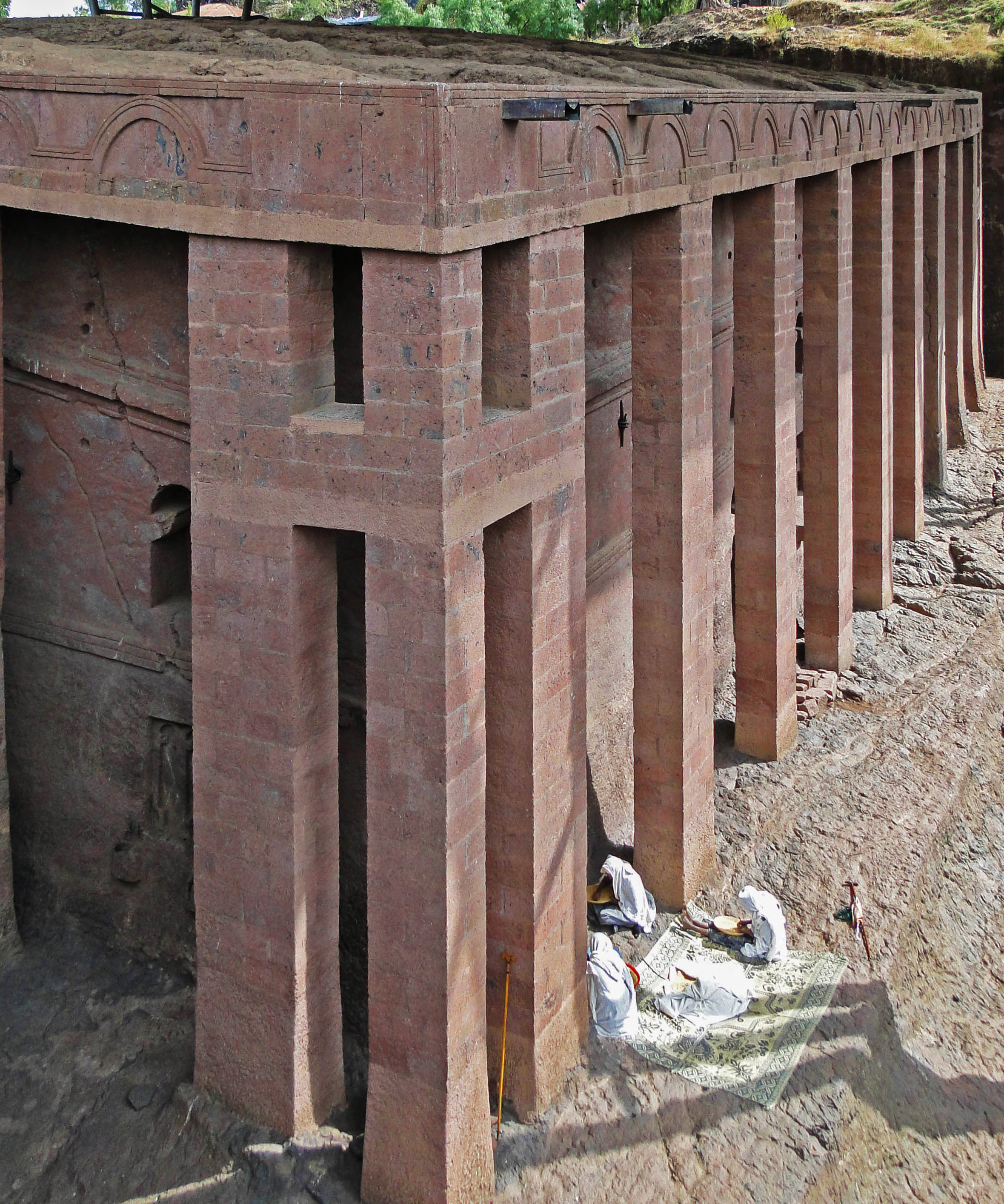
Beta Medhani Alem
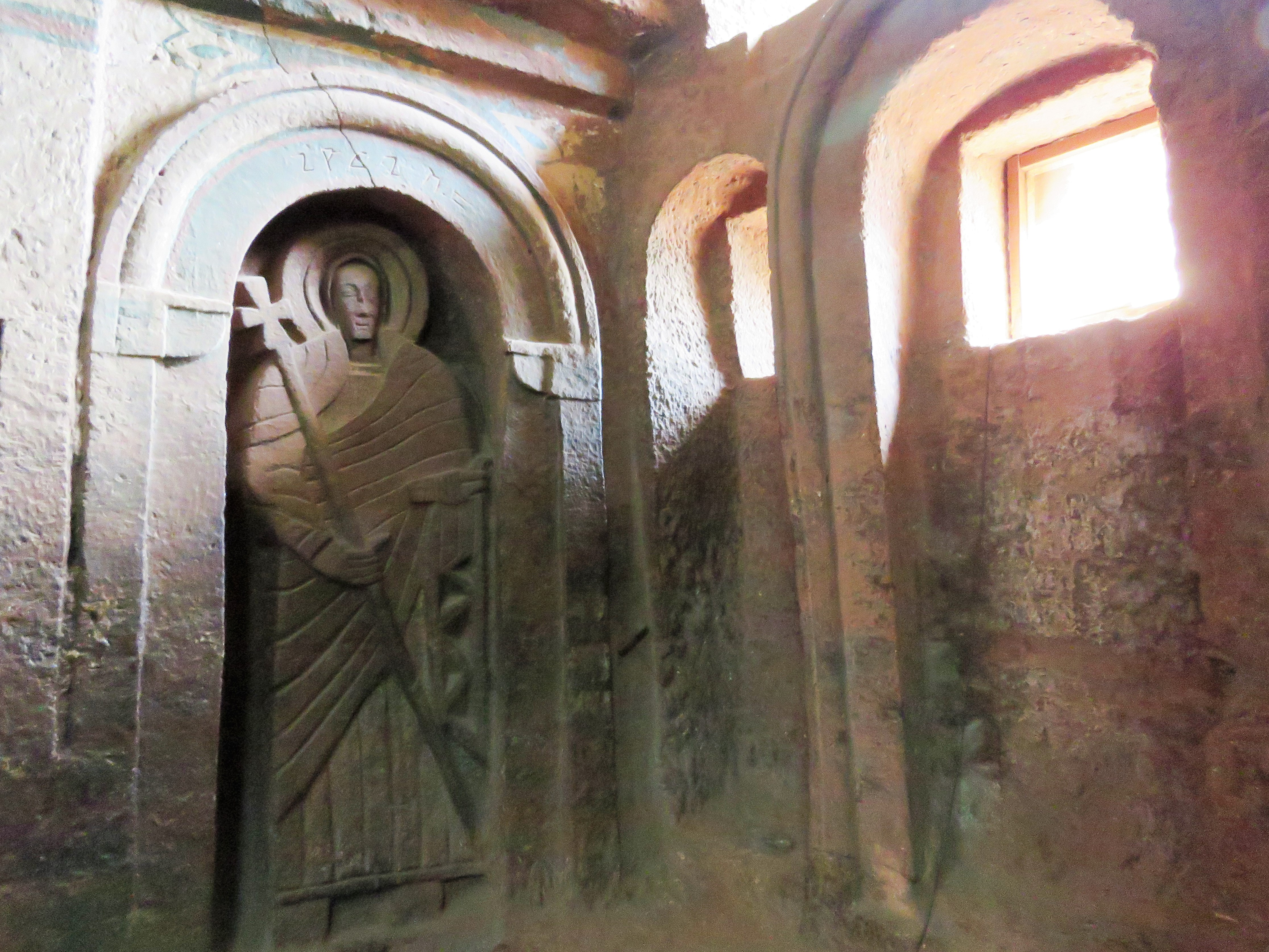
Interior de la Beta Golgotha

En el lloc també hi són presents altres edificis més petits o difícils d'identificar; capelles com la Beta Danaghel o Denaguel (Els Màrtirs o la casa de la Verge), la Aouariat (Apòstols), la Beta Lalibela o Betlehem, i diverses estructures i construccions de caràcter defensiu com torres. També en la canal que separa els dos grups principals, anomenada Jordà com el riu al que fa referència, hi ha una pedra amb marques transversals que representa el lloc on Joan el Baptista va batejar a Crist. Totes aquestes estructures en conjunt constitueixen i conformen a Lalibela com una «rèplica» de la ciutat santa de Jerusalem, presa per Saladí el 1187.

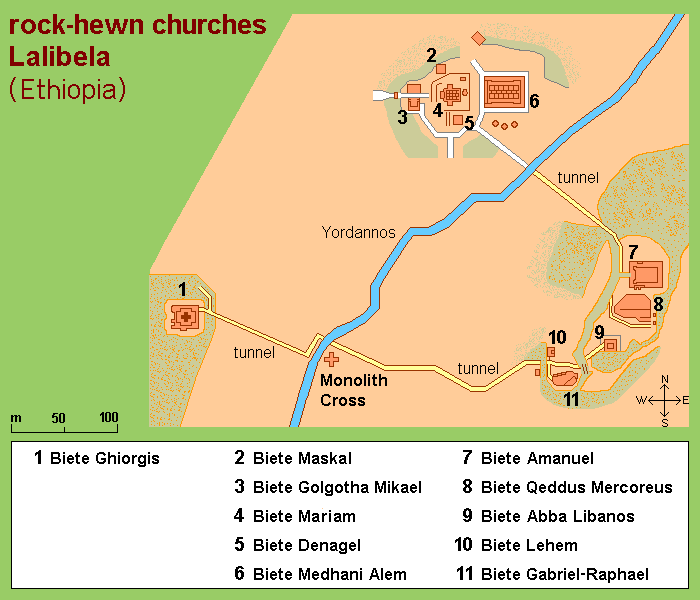
Ubicació de les diverses esglésies rupestres de Lalibela

### Tipologia
Els edificis i estructures van ser tallats en el tuf volcànic rogenc de tres pujols de Lalibela. La gran majoria de Betes, esglésies, són monolítiques, és a dir, estan totalment excavades a la roca i totes presenten les façanes a l'aire lliure. Al seu interior tenen passadissos, pilars, arcs, absis, també tallats a la roca. Totes elles, alhora, es troben erigides dins pous de 7 a 12 metres de profunditat.
Constitueix una excepció la Beta Golgotha per exemple, un hipogeu que fou cavat i tallat a l'interior d'un penya-segat, deixant a l'aire lliure només alguns elements com l'entrada o la façana principal.